# Прімейра-ліга
Прімейра-Ліга (порт. Primeira Liga) або, за торговою маркою спонсору, Ліга БетКлік (порт. Liga BetClic) — турнір серед професійних футбольних клубів Португалії. Перший чемпіонат було розіграно у 1934 році, коли у змаганнях взяли участь лише 8 футбольних клубів. Починаючи з сезону 2014–15 в турнірі грають 18 команд. 
За 85 років існування чемпіонату лише 5 клубів ставали чемпіонами Португалії — «Бенфіка», «Порту», «Спортінг», «Белененсеш» і «Боавішта», при тому, що останні два клуби мають лише по одному титулу. Цікавим для чемпіонату є те, що чемпіонами ставали клуби лише двох португальських міст — Лісабона та Порту. Поточним чемпіоном Португалії є «Спортінг».

## Формат
Команди отримують 3 очки за перемогу і 1 очко за нічию. В разі поразки бали не нараховуються. У випадку, коли декілька команд набирали однакову кількість очок враховується спочатку різниця забитих і пропущених м'ячів, а потім кількість забитих м'ячів. За результатами сезону дві команди, що займають 15−е і 16−е місця, залишають Прімейру-Лігу, а їх місця займають дві найкращі команди з Сегунда-Ліги (порт. Segunda Liga). Чемпіон та срібний призер отримують право грати у Лізі чемпіонів УЄФА (чемпіон — напряму, друга команда — з 2−го кваліфікаційного раунду). Команди, що займають місця з 3-го по 5-е будуть грати в Лізі Європи УЄФА та Лізі конференцій УЄФА.

## Клуби
Учасники ліги сезону 2024–25:
| Клуб                  | Місто                  | Стадіон                         | Місткість |
| --------------------- | ---------------------- | ------------------------------- | --------- |
| АВС                   | Віла-даз-Авеш          | Авеш                            | 6,230     |
| «Арока»               | Арока                  | Муніципальний                   | 5,600     |
| «Бенфіка»             | Лісабон                | Да Луж                          | 64,642    |
| «Боавішта»            | Порту                  | Беса Секулу XXI                 | 28,263    |
| «Брага»               | Брага                  | Муніципальний                   | 30,286    |
| «Віторія» (Гімарайнш) | Гімарайнш              | Афонсу Енрікеш                  | 30,029    |
| «Ештрела»             | Амадора                | Жозе Гомеш                      | 9,228     |
| «Ештуріл»             | Ешторіл                | Ештадіу Антоніу Коїмбра да Мота | 5,100     |
| «Жил Вісенте»         | Барселуш               | Ештадіу Сідаде де Барселуш      | 12,046    |
| «Каза Піа»            | Лісабон                | Ештадіу Муніципал де Ріо Майор  | 7,000     |
| «Насіунал»            | Фуншал                 | Ештадіу да Мадейра              | 5,200     |
| «Морейренсі»          | Морейра-де-Конегуш     | Жоакім де Алмейда Фрейтас Парк  | 6,150     |
| «Порту»               | Порту                  | Драгау                          | 50,033    |
| «Ріу Аве»             | Віла-ду-Конде          | Ештадіу душ Аркуш               | 5,300     |
| «Санта-Клара»         | Понта-Делгада          | Сау Мігель                      | 12,500    |
| «Спортінг» (Лісабон)  | Лісабон                | Жозе Алваладе                   | 50,095    |
| «Фамалікан»           | Віла-Нова-де-Фамалікан | Ештадіу Муніципал 22 червня     | 5,186     |
| «Фаренсе»             | Фару                   | Сан-Луїш                        | 7,000     |

### Представництво за регіонами
| # | Футбольна асоціація | Кількість | Команди                                                          |
| - | ------------------- | --------- | ---------------------------------------------------------------- |
| 1 | Брага               | 5         | Брага, Фамалікан, Жил Вісенте, Морейренсі та Віторія (Гімарайнш) |
| 1 | Лісабон             | 5         | Бенфіка, Каза Піа, Ештуріл, Ештрела (Амадора) та Спортінг        |
| 3 | Порту               | 4         | АВС, Боавішта, Порту та Ріу Аве                                  |
| 4 | Фару                | 1         | Фаренсе                                                          |
| 4 | Авейру              | 1         | Ароука                                                           |
| 4 | Понта-Делгада       | 1         | Санта-Клара                                                      |
| 4 | Мадейра             | 1         | Насіунал (Фуншал)                                                |

## Досягнення клубів
| Клуб                   | Титулів | Других місць | Переможні сезони | Срібні сезони |
| ---------------------- | ------- | ------------ | --- | --- |
| «Бенфіка» (Лісабон)    | 38      | 31           | 1935–36, 1936–37, 1937–38, 1941–42, 1942–43, 1944–45, 1949–50, 1954–55, 1956–57, 1959–60, 1960–61, 1962–63, 1963–64, 1964–65, 1966–67, 1967–68, 1968–69, 1970–71, 1971–72, 1972–73, 1974–75, 1975–76, 1976–77, 1980–81, 1982–83, 1983–84, 1986–87, 1988–89, 1990–91, 1993–94, 2004–05, 2009–10, 2013–14, 2014–15, 2015–16, 2016–17, 2018–19, 2022–23 | 1943–44, 1945–46, 1946–47, 1947–48, 1948–49, 1951–52, 1952–53, 1955–56, 1958–59, 1965–66, 1969–70, 1973–74, 1977–78, 1978–79, 1981–82, 1985–86, 1987–88, 1989–90, 1991–92, 1992–93, 1995–96, 1997–98, 2002–03, 2003–04, 2010–11, 2011–12, 2012–13, 2017–18, 2019–20, 2023–24, 2024–25 |
| «Порту» (Порту)        | 30      | 29           | 1934–35, 1938–39, 1939–40, 1955–56, 1958–59, 1977–78, 1978–79, 1984–85, 1985–86, 1987–88, 1989–90, 1991–92, 1992–93, 1994–95, 1995–96, 1996–97, 1997–98, 1998–99, 2002–03, 2003–04, 2005–06, 2006–07, 2007–08, 2008–09, 2010–11, 2011–12, 2012–13, 2017–18, 2019–20, 2021–22                                                                         | 1935–36, 1937–38, 1940–41, 1950–51, 1953–54, 1956–57, 1957–58, 1961–62, 1962–63, 1963–64, 1964–65, 1968–69, 1974–75, 1979–80, 1980–81, 1982–83, 1983–84, 1986–87, 1988–89, 1990–91, 1993–94, 1999—2000, 2000–01, 2004–05, 2014–15, 2016–17, 2018–19, 2020–21, 2022–23                 |
| «Спортінг» (Лісабон)   | 21      | 22           | 1940–41, 1943–44, 1946–47, 1947–48, 1948–49, 1950–51, 1951–52, 1952–53, 1953–54, 1957–58, 1961–62, 1965–66, 1969–70, 1973–74, 1979–80, 1981–82, 1999—2000, 2001–02, 2020–21, 2023–24, 2024–25 | 1934–35, 1938–39, 1939–40, 1941–42, 1942–43, 1944–45, 1949–50, 1959–60, 1960–61, 1967–68, 1970–71, 1976–77, 1984–85, 1994–95, 1996–97, 2005–06, 2006–07, 2007–08, 2008–09, 2013–14, 2015–16, 2021–22                                                                                  |
| «Белененсеш» (Лісабон) | 01      | 03           | 1945–46 | 1936–37, 1954–55, 1972–73 |
| «Боавішта» (Порту)     | 01      | 03           | 2000–01 | 1975–76, 1998–99, 2001–02 |
| «Віторія» (Сетубал)    | 0       | 01           | — | 1971–72 |
| «Спортінг» (Брага)     | 0       | 01           | — | 2009–10 |
| «Академіка» (Коїмбра)  | 0       | 01           | — | 1966–67 |

## Українці в Прімейра-лізі
| Гравець            | Клуб                  | Сезон   | Ігри | Голи |
| ------------------ | --------------------- | ------- | ---- | ---- |
| Сергій Щербаков    | «Спортінг»            | 1992/93 | 22   | 5    |
| Сергій Щербаков    | «Спортінг»            | 1993/94 | 3    | 0    |
| Сергій Кандауров   | «Бенфіка»             | 1997/98 | 7    | 1    |
| Сергій Кандауров   | «Бенфіка»             | 1998/99 | 22   | 5    |
| Сергій Кандауров   | «Бенфіка»             | 1999/00 | 31   | 6    |
| Сергій Кандауров   | «Бенфіка»             | 2000/01 | 7    | 0    |
| Сергій Ателькін    | «Боавішта»            | 1998/99 | 9    | 3    |
| Дмитро Ярчук       | «Ештуріл-Прая»        | 2016/17 | 7    | 0    |
| Валерій Бондаренко | «Віторія» (Гімарайнш) | 2019/20 | 8    | 0    |
| Роман Яремчук      | «Бенфіка»             | 2021/22 | 23   | 6    |
| Роман Яремчук      | «Бенфіка»             | 2022/23 | 2    | 0    |
| Богдан Мілованов   | «Арока»               | 2022/23 | 15   | 0    |
| Богдан Мілованов   | «Арока»               | 2023/24 | 22   | 0    |
| Анатолій Трубін    | «Бенфіка»             | 2023/24 | 28   | -22  |
| Орест Лебеденко    | «Візела»              | 2023/24 | 23   | 2    |